# HD 155103
HD 155103，又名BD+36 2827，SAO 65812、HR 6377，是一颗恒星，视星等为5.39，位于銀經59.31，銀緯35.58，其B1900.0坐标为赤經17h 4m 29.3s，赤緯+36° 35.58′ 54″。